# Pillangó (film, 1973)
A Pillangó (eredeti cím: Papillon) 1973-ban bemutatott filmdráma Franklin J. Schaffner rendezésében, Steve McQueen és Dustin Hoffman főszereplésével.
A film Henri Charrière élettörténetének azt a szakaszát mutatja be, amikor sikerült megszöknie a Francia Guyanán található Ördög-szigeten levő büntetőtelepről, 1945-ben. A forgatókönyv Charrière Pillangó című önéletrajzi bestselleréből készült. Mivel a filmet távoli helyszíneken vették fel, a forgatás rendkívül költséges volt, de bemutatásának évében máris a kétszeresét termelte ki bevételben.

## Cselekmény
Henri Charrière egy mackós (széfek feltörésével foglalkozó tolvaj), becenevén Pillangó, a rajta található tetoválás miatt. 1933-ban ártatlanul elítélik egy strici meggyilkolásának ügyében, és életfogytig tartó börtönre ítélik, amit Francia Guyanában, az ottani büntetőtelepen kell letöltenie. Útközben megismerkedik Louis Degával, rabtársával, a hírhedt hamisítóval és sikkasztóval, aki biztos benne, hogy a felesége el fogja érni, hogy szabadlábra helyezzék. Pillangó felajánlja, hogy megvédi Degát, ha cserébe segít neki megszökni, amint megérkeztek. Miközben a dzsungelben található munkatábor poklában kínlódnak, a két rab között barátság szövődik.
Egy napon Pillangó megvédi Degát egy szadista fegyőrtől, majd a dzsungelbe menekül. Elfogják és kétévi magánzárkára ítélik. Hálából Dega élelmet csempész be neki, de ezt felfedezik, az őrök pedig fél évi sötétzárkát rendelnek el, és a fejadagjait is megfelezik. Úgy vélik, kínzással rábírják, hogy bevallja, ki volt a titokzatos jótevője. Még félig megőrülve, és rovarok fogyasztására kényszerülve sem hajlandó azonban elárulni barátját. Végül kiengedik, és a St-Laurent-du-Maroni-ban található börtönkórházba küldik lábadozni.
Ezután Pillangó felkeresi Degát, hogy segítsen neki megtervezni egy újabb szökést. Dega összehoz egy megbeszélést egy másik elítélttel, aki orvos, és egy Pascal nevű férfi segítségével tud nekik csónakot intézni, ha kijutottak. Két másik rab, Clusiot és André Maturette is csatlakozik hozzájuk. Szökés közben Clusiot-t leütik az őrök, így Degának nincs más választása, közbe kell lépnie, és csatlakozik Pillangóhoz és Maturette-hez. Miután átmásznak a falon, Dega lezuhan és kitöri a bokáját. A trió végül találkozik Pascallal, aki elvezeti őket a csónakhoz, de miután lelép, kiderül, hogy az egész átverés volt. Fejvadászok vártak volna rájuk, ám egy helyi vadász a segítségükre sietett és végzett velük. Elvezeti őket egy lepratelepre, ahol kapnak élelmet és egy megfelelő csónakot.
Hondurasban kötnek ki, ahol katonák veszik őket körbe. Tüzet nyitnak rájuk, Maturette-et megsebzik és Degával együtt foglyul ejtik – Pillangó meg tud szökni. Hosszú ideig egy indián törzzsel él együtt, majd egy reggel azt veszi észre, hogy a törzs eltűnt, csak egy zacskó gyöngyöt hagytak hátra. Fizet egy apácának, hogy vigye el a kolostorába, ahol könyörög a főnökasszonynak, hogy biztosítson számára menedéket. Nem kapja meg, hanem helyette átadják őt a hatóságoknak.
Visszaviszik Francia Guyanára és újabb öt év magánzárkára ítélik. Már őszülő öregként engedik ki, és amikor kiszabadul, a szintén vele együtt raboskodó Maturette meghal. Pillangót ezután átszállítják a közeli Ördög-szigetre, ahol újra találkozik Degával, aki azóta minden reményét elvesztette, hogy valaha is kiszabadul. Pillangó egy magas sziklaszirt tetejéről szétnézve észrevesz egy kis öblöt, ahol a hullámok elég erősek ahhoz, hogy elragadjanak egy emberi testet és elvigyék a közeli szárazföld felé. Rábeszéli Degát, hogy szökjenek meg, és a két férfi kókuszhéjakból készít magának lebegő mentőövet. Aztán mikor a sziklaszirtről kellene leugorniuk, Dega meggondolja magát és könyörög Pillangónak, hogy ő se menjen. Pillangó elbúcsúzik barátjától, majd leugrik. Szökési kísérlete sikerrel jár.
A film végén egy narrátor közli, hogy Pillangó élete hátralévő részét szabad emberként élhette le, és a börtön már nem működött sokáig.

## Szereplők
| Szerep                     | Színész          | 1. magyar hang  | 2. magyar hang    |
| -------------------------- | ---------------- | --------------- | ----------------- |
| Henri "Pillangó" Charriere | Steve McQueen    | Gáti Oszkár     | Rékasi Károly     |
| Louis Dega                 | Dustin Hoffman   | Kaszás Attila   | Görög László      |
| Julot                      | Don Gordon       | Csernák János   | Jakab Csaba       |
| Leprás kolónia vezetője    | Anthony Zerbe    | Kautzky Armand  |                   |
| Maturette                  | Robert Deman     | Bozsó Péter     |                   |
| Clusiot                    | Woodrow Parfrey  | Rajhona Ádám    |                   |
| Lariot                     | Bill Mumy        | Markovics Tamás | Simonyi Balázs    |
| Dr. Chatal                 | George Coulouris | Makay Sándor    |                   |
| Zoraima                    | Ratna Assan      |                 |                   |
| Pascal                     | Val Avery        | Antal László    |                   |
| Barrot főfegyőr            | William Smithers | Rosta Sándor    |                   |
| Főnökasszony               | Barbara Morrison | Kassai Ilona    |                   |
| Pillangókereskedő          | Don Hanmer       | Láng József     | Láng József       |
| Indián törzsfőnök          | Victor Jory      |                 |                   |
| Antonio                    | Gregory Sierra   |                 |                   |
| Santini                    | Ron Soble        |                 |                   |
| Maszkos breton             | John Quade       | Ujlaki Dénes    |                   |
| Öreg bizalmas              | Liam Dunn        | Kun Vilmos      | Dobránszky Zoltán |
| Narrátor                   |                  | Pintér Sándor   | Tóth G. Zoltán    |

Az első magyar szinkront az HBO készíttette a Mikroszinkronnal, a D1 TV-n, a Hálózat TV-n, a Magyar Televízióban, és a TV3-on is ebben a változatban volt látható. A második szinkront a TV2 készíttette.

## Díjak, jelölések
- Oscar-díj (1974)
  - jelölés: legjobb eredeti filmzene – Jerry Goldsmith (Jerrald King Goldsmith) 00012178025 (Butterfly ISWC kód: T-700.004.301-8)
- Golden Globe-díj (1974)
  - jelölés: legjobb férfi főszereplő (filmdráma) – Steve McQueen
- Golden Screen (1974)
  - díj: Golden Screen
- Golden Screen (1984)
  - díj: Golden Screen 1 csillaggal

## További információ
A film népszerűségéhez hozzájárulhatott Kherlakian Gerard Daniel-Barnes Howard Ellington Riddiford Butterfly című dala, melyet magyar nyelven Szécsi Pál előadásában 1972-ben Kis madár címmel adtak ki. A dalt 1969-ben írták, de a film bemutatásának időpontjában lett népszerű angol változatában (Butterfly, 1971). A dal nem hangzik el a filmben; a film kísérőzenéjét Jerry Goldsmith írta.

## Eltérések az alapműtől és a valóságtól
- Dega nem vett részt Pillangó egyik szökésében sem. Az első szökésnél Charrière, Clusiot és Maturette hagyták el a börtönt, akiket később Kolumbiában elfogtak a hatóságok.[5]
- Maturette nem volt homoszexuális. Keresztneve André volt. Hazájában eredetileg halálra ítélték gyilkosságért, de mivel tette elkövetésekor még csak 17 éves volt, a büntetést életfogytiglanra változtatták. A filmmel ellentétben túlélte a magánzárkát, Clusiot viszont meghalt nem sokkal a szigorított letelte után. André Maturette az 1950-es években már Venezuelában élt, ahol családot alapított. További sorsát homály fedi.
- A Pillangónak hajót biztosító lepratelep vezetőjéről csak ismeretes, hogy később elszállították Guyanáról és a Trinidad és Tobagóhoz tartozó Chacachacare szigeten telepítették le.
- Louis Dega a kölcsönkötvény-botránynak csak kisebb fogaskereke volt és nem vált országosan ismertté. A börtönbe is egyik bűntársa juttatta, akivel összekülönbözött.